# Foxconn

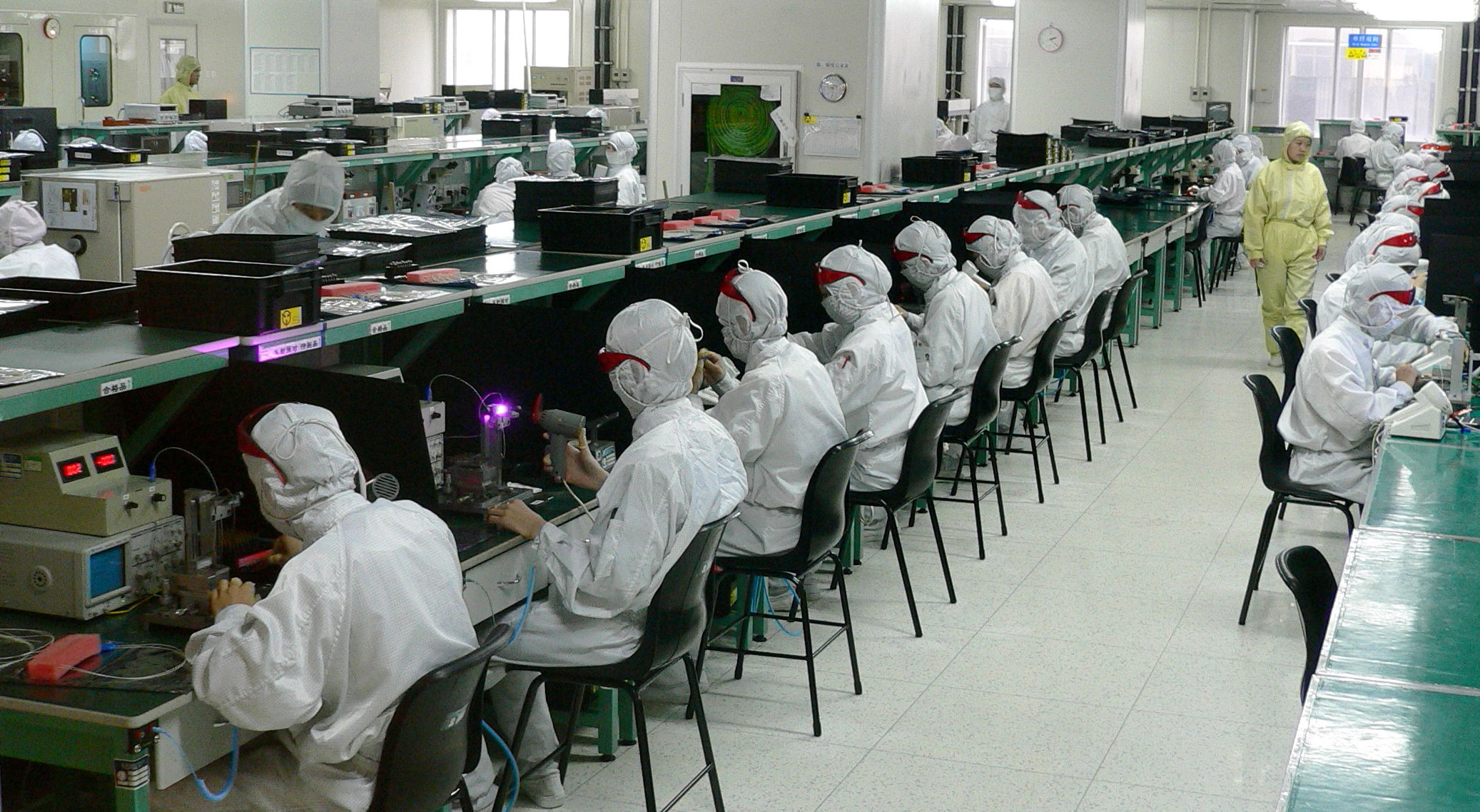
Une unité de production de 87 personnes à Shenzhen

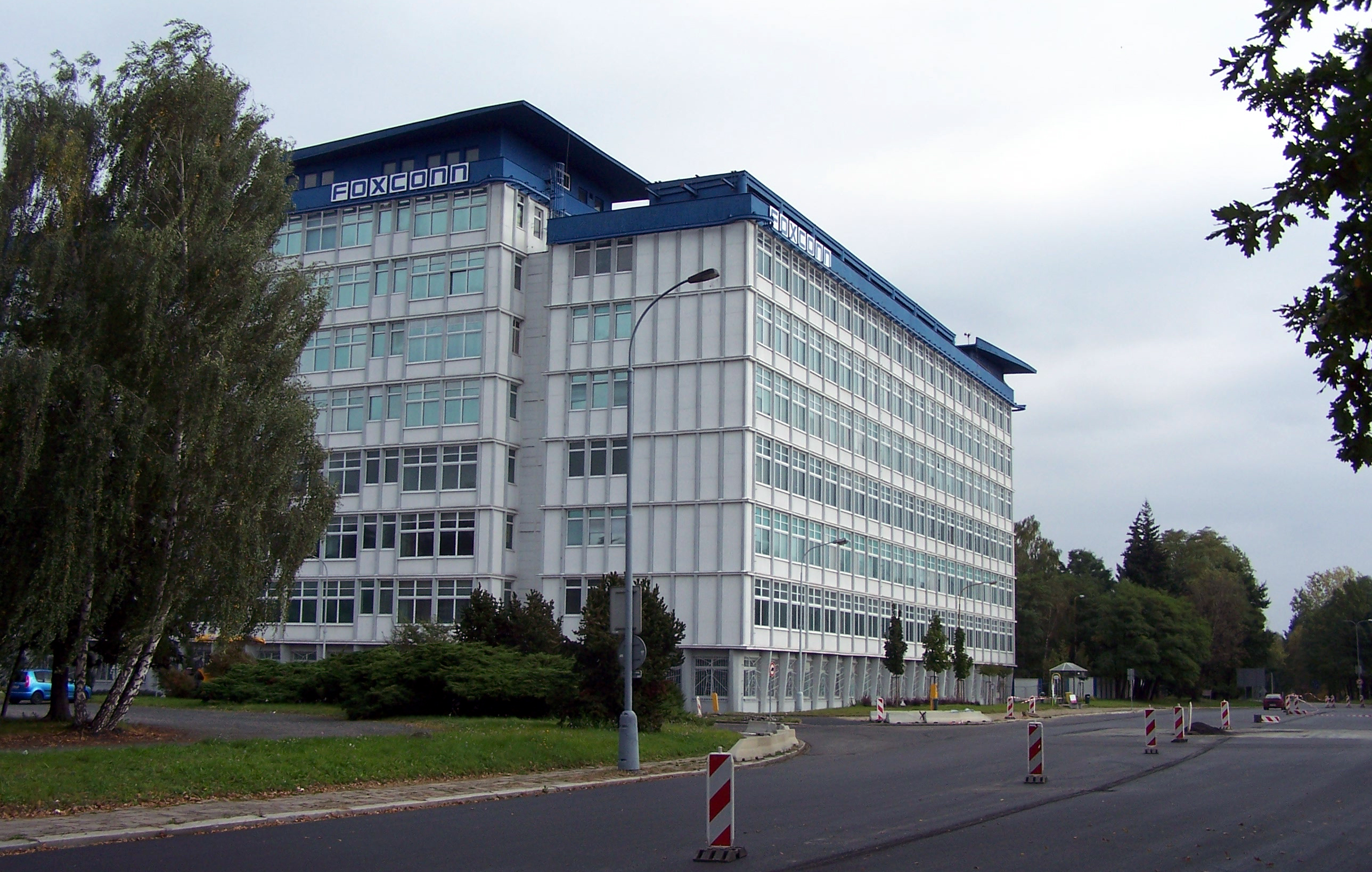
Une usine en République tchèque

Foxconn Technology, officiellement Hon Hai Precision Industry Company Ltd., est un groupe industriel taïwanais spécialisé dans la fabrication de produits électroniques. 
Son siège social est situé à Taïwan, bien que l'entreprise soit principalement implantée en république populaire de Chine, notamment à Shenzhen, ainsi que dans de nombreux autres pays.
Actuellement, Foxconn Technology est la firme taïwanais réalisant le plus gros chiffre d'affaires à l'exportation grâce à ses activités industrielles en république populaire de Chine. Elle occupe également la deuxième place en République tchèque et figure parmi les 10 premières à Taïwan, où se trouve son siège social, ainsi qu'à Hong Kong et en Inde.
Commercialisant ses produits sous la marque Foxconn, elle est le plus important fabricant mondial de matériel informatique. Elle fournit des composants électroniques à des entreprises informatiques mondialement connues telles que Apple, Sony, Motorola, Dell, Microsoft, Amazon, Nintendo, Hewlett-Packard, Samsung Group, BlackBerry, LG Group, HTC, Acer Incorporated, Asus, Lenovo, Huawei, Nokia, ZTE… et sous-traite également le montage de produits finis pour certaines de ces sociétés.
La société est fréquemment pointée du doigt pour les conditions de travail dans ses usines ; des employés les surnomment « usines à suicide ». 
En juillet 2011, plus d'un million de personnes travaillent pour le groupe Foxconn Technology, dont plus de 400 000 dans la seule ville de Shenzhen.
En septembre 2012, le nombre de salariés du groupe est évalué à plus d'1,3 million de personnes, dont 1,2 million rien qu'en république populaire de Chine.
Hon Hai Precision Industry Company Ltd se transforme activement en un modèle commercial basé sur des produits de haute technicité. L'avenir se concentrera sur les trois grandes industries, les véhicules électriques, les robots et la santé numérique. Dans le même temps, il combine trois technologies majeures, l'intelligence artificielle, les semi-conducteurs et les communications de nouvelle génération (5G).
En 2021, le nombre total d'employés du groupe dans le monde s'élevait à 946 111 et les revenus se sont élevés à 5,994 trillion NTD (New Taïwan Dollar ou nouveau dollar taïwanais, soit environ 215 milliards de dollars américains) représentant 27 % du produit intérieur brut de Taïwan.

## Histoire
Hon Hai Precision Industry Co. Ltd est fondée en 1974 par Terry Gou en tant que fabricant de composants électriques (notamment de connecteurs électriques pour composants informatiques, dont bénéficiera l'Atari 2600).
Foxconn est à l'origine une marque de Hon Hai, et une filiale reçoit ensuite cette dénomination. La première usine de fabrication de Hon Hai en Chine ouvre à Longhua (Shenzhen), en 1988.
En 2001, Intel change de fabricant pour ses cartes mères, passant de Asus à Foxconn.
En novembre 2007, Foxconn annonce son projet de construire une nouvelle usine de 500 millions de dollars à Huizhou, dans le Sud de la Chine.
En janvier 2012, Foxconn nomme Tien Chong (Terry) Cheng chef de sa direction, qui démissionne rapidement, invoquant des problèmes de santé.
En mars 2012, Foxconn acquiert 10 % de Sharp Corporation pour 806 millions de dollars, et vise jusqu'à 50 % des LCD produits à l'usine de Sharp à Sakai (Osaka, Japon).
En septembre 2012, Foxconn annonce son intention d'investir 494 millions de dollars dans la construction de cinq nouvelles usines au Brésil, à Itu, en créant 10 000 emplois.
En mai 2014, Foxconn acquiert une participation dans Asia Pacific Telecom, un opérateur téléphonique à Taïwan, pour 390 millions de dollars. Foxconn souhaitant fusionner Asia Pacific Telecom avec une de ses filiales qui possède également une licence téléphonique à Taïwan.
En juillet 2014, Foxconn annonce l'arrivée de robots (appelés "Foxbot") dans leurs entreprises pour aider les ouvriers à produire les prochains produits comme l'iPhone 6.
Cependant, tout ne passe pas comme prévu avec ces robots « Foxbot », Apple demande, pour l’assemblage de ses iPhones, une précision de 0,02 mm alors que les nouveaux robots ont une précision de 0,05 mm — ces robots sont dérivés de modèles spécialisés dans l’assemblage de voitures. Des "Foxbots" de nouvelle génération sont donc en préparation pour corriger ces premiers problèmes.
Le projet de remplacer les ouvriers par des robots n'aboutit finalement pas. La raison principale est la trop rapide évolution des processus de fabrication par rapport au temps pris pour reprogrammer les robots. L’Homme tient ainsi une place importante et encore irremplaçable au sein de cette entreprise.
Le 26 mai 2015, Foxconn obtient l'autorisation de construire de nouvelles usines au Maharashtra, État de l'ouest d l'Inde. Ces usines sont exclusivement destinées à la fabrication des nouveaux iPhones.
En janvier 2016, Foxconn formule une nouvelle offre d'acquisition non-sollicitée sur Sharp. Face à cette offre, le Innovation Network Corporation of Japan, un fonds d'investissement public japonais est vu comme l'une des seules alternatives crédibles. Via une augmentation de capital, Foxconn annonce prendre 65,9 % de Sharp en payant 484 milliards de yens, soit 4,3 milliards de dollars. Puis à la suite de la découverte des comptes de Sharp, Foxconn revient sur son offre pour en émettre une nouvelle qui serait de l'ordre de 3,5 milliards de dollars soit une baisse d'environ 900 millions de dollars par rapport à son offre initiale. Dans le contexte de guerre commerciale entre les Etats Unis et la Chine, Apple et Foxconn décident de doubler la production d'Iphone en Inde.  
En mai 2016, Microsoft annonce la vente pour 350 millions de dollars de ses activités dans les feature phones (téléphones portables basiques) dont Nokia, à FIH Mobile, une filiale de Foxconn,.
En octobre 2023, Foxconn annonce un accord avec Blue Solutions du groupe Bolloré afin de développer des batteries à semi-conducteur pour les vélos électriques. L’objectif de cet accord est de collaborer pour le développement d’un écosystème de batteries tout-solide, sur le marché indonésien dans un premier temps, avec un objectif de 13 millions de vélos et scooters électriques d’ici 2030.

## Principaux actionnaires
Au 30 mars 2020
| Hon Hai Precision Industry         | 29,5 % |
| Famous Elite International         | 5,58 % |
| The Vanguard Group                 | 2,88 % |
| BlackRock Fund Advisors            | 1,79 % |
| Dimensional Fund Advisors          | 1,25 % |
| Mars Investment                    | 1,22 % |
| Norges Bank Investment Management  | 1,14 % |
| Advanced International Investment. | 1,07 % |
| Grantham, Mayo, Van Otterloo       | 1,00 % |
| BlackRock Advisors                 | 0,43 % |

## Sites de production
La majorité des ateliers de production se situe en Chine, principalement à Shenzhen, mais aussi à Chengdu, Longhua, Wuhan et Zhengzhou.
Le groupe est aussi implanté à Taïwan, son pays d'origine où se trouvent son siège et quelques ateliers de productions. 
Elle possède d'autres ateliers de production :
- en Inde, dans la ville de Chennai ;
- au Brésil, principalement dans les villes d'Indaiatuba et de Manaus ;
- dans l'Union européenne : en République tchèque, en Slovaquie et en Pologne ;
- au Mexique, à San Jeronimo et à l'usine Santa Teresa près de Ciudad Juarez, dans l'État de Chihuahua ;
- la firme est aussi implantée à Hong Kong, dont le port sert au transit de composants électroniques, fabriqués dans les usines de Shenzhen.
- En Malaisie depuis 2011.

## Sociétés pour lesquelles Foxconn sous-traite
Foxconn Technology produit des composants électroniques pour le compte des entreprises suivantes :
- Acer (Taïwan)
- Amazon (États-Unis)
- Apple (États-Unis)
- Asus (Taïwan)
- ASRock (Taïwan)
- Blackberry (Canada)
- Cisco (États-Unis)
- Dell (États-Unis)
- Google (États-Unis)
- Hewlett-Packard (États-Unis)
- Huawei (république populaire de Chine)[28]
- Intel (États-Unis)
- Korg (Japon)
- Microsoft (États-Unis)
- Motorola (États-Unis)
- MSI (Taïwan)
- Nintendo (Japon)
- Nokia (Finlande)
- OnePlus (république populaire de Chine)[29]
- Oppo (république populaire de Chine)[30]
- Sony Mobile (Japon / Suède)
- Technicolor (France)
- Texas Instruments
- Toshiba (Japon)
- Vizio (États-Unis)
- Xiaomi (république populaire de Chine)[31]

## Produits fabriqués
Hon Hai Precision Industry produit une grande variété de composants pour PC et d'électronique grand public :
- Cartes mères
- Console de jeux (à partir de la 8ème génération)
- Ventilateurs
- Cartes graphiques
- Périphériques optique (lecteurs et graveurs CD-ROM et DVD-ROM)
- Ordinateur de bureau
- Serveurs
- Barebones
- Téléphones mobiles pour le compte d'Apple, Motorola, Nokia
- Google Glass
- Routeurs : La box de SFR et la Bbox sont fabriquées par Foxconn
- Wi-Fi : modules Wi-Fi présents dans la Freebox Revolution ou dans les ordinateurs portables

Foxconn est l'un des principaux fournisseurs de Dell et fabrique l'iPhone pour le compte d'Apple.
Foxconn fabrique un téléphone mobile nommé Foxconn Chicago commercialisé par Orange. Il s'agit d'un mobile compatible Unik.

## Organisation
La plupart des salariés se trouvent en Chine, où le prix de la main-d'œuvre ouvrière reste encore pour l'instant, moins élevé qu'à Taïwan. En 2007, Hon Hai Precision Industry emploie 270 000 personnes dans la seule ville de Shenzhen. En 2011, ce sont plus d'1 million de personnes qui travaillent pour Foxconn dans le monde, dont 900 000 en Chine avec 500 000 travailleurs concentrés à Shenzhen.

## Controverses

### Conditions de travail
La société Foxconn est dénoncée par de nombreux organismes car elle imposerait des conditions de travail inhumaines à ses employés et ne respecterait pas, de facto, la Convention internationale des droits de l'homme. De plus, elle est critiquée pour être d'une grande opacité. Il serait par exemple interdit aux salariés de prendre des photos à l'intérieur des usines, de parler à un journaliste, même hors de l'usine ou de se plaindre de ses conditions de travail à un syndicat, sous peine de renvoi.

#### Années 2000, les premiers scandales
En 2006, premières alertes et préoccupations occidentales, un reportage du journal britannique The Mail on Sunday dans l'usine de Longhua qui produit des iPods dénonce des journées de travail de plus de quinze heures dans des conditions militaires.
D'autres journaux occidentaux commencent à s’intéresser aux conditions de travail dans les usines Foxconn qui produisent déjà une grande partie des composants électroniques des firmes Apple, Nokia, Motorola ou Dell et relèvent des cas de décès suspects dus à des intoxications.
De 2007 à 2010, une vague de suicides frappe la société qui annonce le nombre de 18 tentatives de suicide, dont 14 décès pour cette période. Des ouvriers et des cadres interviewés clandestinement avancent les chiffres de 250 à 400 morts, rien que dans une partie des usines de Shenzhen. Cet évènement sera l'élément déclencheur de la Foxconn Gate.
Jack Qiu, reporter chinois, a recensé en seulement cinq mois d'étude clandestine de la société, plus de 50 tentatives de suicide, uniquement dans une partie des usines de la ville de Shenzhen, soit déjà trois fois le chiffre annoncé par la firme. Lors de son enquête, il réussit à interviewer Zhang Houfei, ayant travaillé pour Foxconn de 1995 à 2010. Ce dernier lui confie que les ouvriers présent dans les usines d'assemblage sont exposés quotidiennement et sans aucune protection à des substances toxiques comme le cuivre, le nickel, des gaz toxiques contenant des vapeurs d'acide ou du cyanure ; et que depuis 2007, Foxconn fait contrôler quotidiennement ses travailleurs par des tests d'urines, des tests aux rayons X ou des prises de sang, pour savoir si leur corps ne contient pas ces substances toxiques en excès, mais sans jamais les informer du taux de ces substances présentes dans leur corps.
Toujours entre 2007 et 2010, la société Foxconn a plusieurs fois été dénoncée par des sources anonymes (souvent des ouvriers employés dans les usines qui ne peuvent se prononcer publiquement), comme une société volant les papiers et documents d'identité d'une partie de ses employés pour les faire disparaître des recensements, supprimer leur existence légale et les forcer à travailler plus.
Fin 2008, lorsque la crise économique frappe l'Asie et le marché de l'électronique, l'entreprise suspend le paiement des salaires d'une partie de ses employés pendant une période de trois à quatre mois, entre novembre 2008 et février 2009. Une partie des employés travaille donc pendant quatre mois sans toucher d'argent. Ils n'ont pas le droit de se plaindre sous peine de renvoi et en novembre 2012, les salaires manquants n'ont toujours pas été distribués par l'entreprise.
Il est aussi révélé que les employés de sexe féminin sont particulièrement maltraités et subissent de nombreuses pressions physiques et morales supplémentaires.
En 2009, Sun Danyong s'est suicidé après avoir été suspecté de vol d'un prototype d'iPhone 4. Selon sa dernière conversation électronique avec un ami, il aurait été battu par un chef de la sécurité de l'usine Foxconn dans laquelle il travaillait. Sa maison aurait ensuite été fouillée de force par les autorités et sa femme, n'ayant aucun lien salarial ou autre avec l'entreprise, aurait également été menacée, battue et sommée de rendre l'appareil, qu'elle jure pourtant n'avoir jamais eu entre les mains. Elle a ensuite porté plainte. Cependant, sa plainte n'a pas été retenue. Les autorités chinoises locales avaient en effet donné carte blanche à Foxconn pour mener les investigations qu'elle voulait avec ses propres méthodes, sans craindre aucune poursuite judiciaire.

#### 2010-2011, le Foxconn Gate
De janvier à mai 2010, dans plus de la moitié des usines Foxconn qui fabriquent des produits Apple, le temps moyen de travail hebdomadaire dépasse 60 heures. Ce temps maximum défini depuis 2001 et accru de façon exponentielle depuis 2007, sans aucune contestation de la part d'Apple dépasse lui-même la durée légale maximum en Chine qui est de 49 heures. 24 usines payent les salariés moins de 800 yuans par mois, le salaire minimum chinois. Seulement 61 % des usines sont conformes aux règles de sécurité.[réf. nécessaire]
Dans au moins quatre usines, il est relevé que le temps de travail dépasse même les 72 heures par semaine[réf. nécessaire]. À titre de comparaison, la durée de travail maximum autorisée en France sous des conditions exceptionnelles est de 48 heures par semaine.
En 2010, onze cas de travail d'enfants de quinze ans ont été révélés dans des usines de Foxconn sous-traitant pour Apple.
Le 19 février 2010 au soir, l'entreprise annonce aux ouvriers de l'usine Santa Teresa près de Ciudad Juarez au Mexique que les bus affrétés quotidiennement pour leur transport entre l'usine et leur lieu de résidence ont été attaqués en route par des malfrats et qu'ils devront donc continuer à travailler jusqu'à ce que les bus arrivent, bien que la durée totale de leur journée de travail ait été écoulée. Les ouvriers travaillèrent donc plusieurs heures supplémentaires qui ne furent pas payées. Les bus qui devaient arriver en début de soirée sont arrivés vers 3 heures du matin, déposant les ouvriers dans leur logis vers 5 heures du matin, alors qu'ils ré-enchaînaient sur une journée de travail à 6 heures du matin. Une enquête ultérieure a montré que les bus n'ont en fait jamais été attaqués et que cet incident a été délibérément provoqué par les dirigeants de l'entreprise pour augmenter le nombre d'heures de travail. Fin 2012, les ouvriers n'avaient toujours pas été rémunérés pour ces heures supplémentaires volées. Après avoir allumé un incendie aux portes de l'usine en signe de colère, ils n'ont finalement pas osé poursuivre des manifestations de grande ampleur de peur de perdre leur travail.
En mai 2010, la société engage 2 000 psychologues pour tenter de freiner la vague de suicides qui frappe ses usines chinoises.
Début juin 2010, Foxconn annonce une augmentation immédiate de salaire de l'ordre des 30 % afin d'améliorer la « qualité de vie » de ses employés.
Le 7 juin 2010, afin de compléter les mesures déjà mises en place, Foxconn annonce une autre augmentation de 70 % des salaires de ses employés, applicable à partir d'octobre. Le salaire d'un employé atteint maintenant 240 euros par mois. Foxconn annonce une modification de sa politique au sujet des heures supplémentaires, qui seront dorénavant un choix personnel pour chaque employé.
En septembre 2010, une équipe de chercheurs chinois publie une étude accablante réalisée sur la base d'entretiens avec 1 800 ouvriers menée dans douze usines de Foxconn et neuf villes différentes. Ils décrivent les usines de Foxconn comme dans des « camps de travail forcé » où 13 % des 1 800 ouvriers interrogés ont affirmé s’être évanouis sur la ligne de travail, 28 % avoir été insultés et 16 % avoir reçu une punition physique. L'étude pointe du doigt le recours massif à des « stagiaires » sous-payés qui ne connaissent pas leurs droits de travail et affirme que les employés effectueraient en moyenne 83,2 heures supplémentaires par mois, plus du double des 36 heures autorisés par le droit du travail chinois.
En octobre 2010, 300 travailleurs de l'usine de Madras, en Inde, sont emprisonnés par les autorités pour avoir juste manifesté pacifiquement contre leurs conditions de travail. De nombreux journaux occidentaux pointent du doigt la corruption qui a lieu entre Foxconn et les autorités indiennes.
En novembre 2010, un reportage photo permet de voir que Foxconn lutte contre les suicides par défenestration en posant des filets en bas des bâtiments.
Durant l'année 2010, les déboires du sous-traitant Foxconn commencent à faire du bruit dans les pays occidentaux. Des journaux et des blogs dénoncent ces conditions de travail et le laisser-aller d'Apple.

#### 2011-2013, des conditions de travail encore loin de la normalisation
En mai 2011, une explosion a lieu dans un des bâtiments de production de Foxconn à Chengdu, en Chine. Trois morts et quinze blessés sont à déplorer.
En août 2011, Foxconn annonce vouloir remplacer ses travailleurs par 1 million de machines dans les trois ans à venir. L'entreprise compte 10 000 robots à son effectif et dit vouloir l'étendre de 300 000 par an à partir de 2012 pour atteindre le million fin 2014.
En août 2011, selon les témoignages du journaliste Jack Qiu, il reste impossible de pénétrer les locaux de l'entreprise pour un journaliste et tout travailleur se confiant sur sa situation de travail à un journaliste est encore renvoyé.
En septembre 2011, une étude commune réalisée par China Labor Watch et Human Rights Watch a évalué Foxconn comme l'entreprise enregistrant les plus hauts taux de suicide au monde et de décès par accident pour ses salariés travaillant dans les usines. Cependant, ces records déplorables sont excusés par les autorités chinoises qui présentent Foxconn comme une « entreprise révolutionnaire, symbole des progrès futurs, exemple de productivité et réalisant un produit mondialement important : l'iPhone d'Apple ».
Au 1er août 2011, l'entreprise annonce le chiffre officiel de dix suicides depuis le début de l'année dans ses usines.
Une enquête réalisée par de proches collaborateurs du journaliste Jack Qiu révèle que les employés de l'usine doivent désormais signer une clause à leur embauche, leur interdisant de poursuivre l'entreprise en justice s'ils sont victimes d'un accident du travail, d'une intoxication due aux produits chimiques volatils se répandant sur les chaînes de production ou dans les dortoirs ou d'une maladie due aux mauvaises conditions d'hygiène dans les dortoirs.
Plus de 40 % des logements salariaux de l'entreprise (dont la majorité sont localisés à Shenzhen, dans le Guangdong) ne disposeraient pas de douche, de toilettes ni même d'un quelconque point d'eau salubre[réf. nécessaire].
De janvier à mai 2012, selon les rapports des autorités locales[réf. nécessaire], au moins 37 employés du groupe Foxconn travaillant dans la province du Guangdong et du Sichuan ont trouvé la mort accidentellement. Les deux causes avancées sont des suicides ou des accidents du travail dans les usines de Shenzhen et Chengdu.
Pour la toute première fois, les autorités locales ont fait preuve de transparence et ont publié un rapport véridique sur le désastre humain qui se joue dans les murs de l'entreprise et ont fait part elles-mêmes du regret qu'elles exprimaient par rapport à l'insensibilité des autorités et des consommateurs occidentaux face à ce drame prolongé. Pour la première fois, il est aussi prouvé que la majorité des employés travaillent sans bénéficier des droits du travail de la province du Guangdong qui garantit un salaire mensuel minimum de 1 120 yuans (environ 200 euros) aux travailleurs alors qu'une partie des employés de Foxconn est payée entre 950 et 1 050 yuans (environ 150 euros) par mois. Depuis 2007, il avait été avéré que les employés mineurs (âgés de 13 à 18 ans) étaient sous-payés mais cette propagation du non-respect du code du travail aux employés adultes inquiète de plus en plus les autorités, conscientes de l'aggravation des conditions de travail et du risque de multiplication des suicides, inhérent aux problèmes de l'entreprise. Cependant, liées par d'importants pots-de-vin avec les dirigeants des entreprises informatiques occidentales et de Foxconn, les autorités du Guangdong sont contraintes au silence[réf. nécessaire].
En juin 2012, des employés de l'usine de Longhua déclarent travailler au minimum 11 heures par jour. Pour les garder dans l'enceinte de l'usine pendant les pause-repas et ne pas perdre de précieuses secondes lors de la remise au travail, les tarifs de cantine sont abaissés dès que des cuisiniers ambulants s'installent hors de l'usine.
L'ONG China Labor Watch publie un rapport le 27 juillet 2012 sur Foxconn et la chaîne complète d'approvisionnement d'Apple dans le but d'alarmer les consommateurs occidentaux. Geoffrey Crothall, porte-parole de l'ONG chinoise China Labour Bulletin, signale que les ouvriers de Foxconn travaillent dans de mauvaises conditions.
Du 24 au 25 septembre 2012 l'usine Foxconn de Taiyuan a dû fermer, à la suite d'une émeute de plus de 2 000 salariés et qui a fait 40 blessés selon les autorités locales,.
Depuis septembre 2012 et la sortie de l'iPhone 5, un nombre croissant de voix s'élèvent contre la politique de l'entreprise et contre la cécité volontaire d'Apple. Pour la première fois, des analystes économiques avancent l'idée que la politique budgétaire de l'entreprise est vouée à un très prochain échec. En effet, jusqu'alors, Foxconn employait des ouvriers venus de provinces pauvres de la Chine intérieure, vivant dans des conditions misérables et prêts à accepter n'importe quelles conditions de travail pour obtenir un salaire jugé relativement élevé. En effet, dans les usines Foxconn, un ouvrier de base peut espérer toucher jusqu'à 380 euros par mois, contre 300 euros dans la plupart des autres emplois sous-qualifiés dans le pays. Or, cette pratique d'asservissement du nouvel ouvrier de l'Est, autrefois en situation de faiblesse sur le marché du travail chinois, ne peut plus être maintenue car les écarts entre les salaires distribués par Foxconn et la moyenne des salaires chinois s’amenuisent rapidement. De plus, selon China Labor Watch et Human Rights Watch, Foxconn est connue pour pratiquer les pires traitements infligés par une entreprise à ses salariés au monde. Il en résulte que de moins en moins d'ouvriers (même issus des provinces les plus miséreuses) sont désormais tentés de migrer vers les usines du Guangdong[réf. nécessaire].
Début octobre 2012 Foxconn reconnaît pour la première fois faire travailler des mineurs, sans toutefois en indiquer le nombre exact ni le type de produits fabriqués. Ces mineurs, à partir de l'âge de 14 ans, travaillaient sous forme de stages dans l'usine de Yantai, alors que l'âge légal pour travailler en Chine est fixé à 16 ans. Après ces constatations menées dans le cadre d'une enquête interne, Foxconn Technology les aurait renvoyés à l'école.
Dans son édition du 20 octobre 2012, M, le magazine du Monde publie une enquête sur Foxconn révélant que le 14 octobre, un incendie s'est déclaré dans l'usine de Zhengzhou dans le Henan et a fait de nombreux blessés.
Fin octobre 2012, en raison de la pénurie grandissante d'iPhone 5, les cadences de travail exigées par Foxconn à ses ouvriers sur les sites d'assemblage de l'iPhone atteignent un record sans précédent. Foxconn a, depuis de nombreuses années, divisé sa main d'œuvre travaillant à l'assemblage des iPhone, en lignes de production composées chacune de 87 ouvriers. Selon China Labor Watch, en août 2012, chaque ligne de production devait assembler 3 000 iPhone par jour, alors qu'en octobre 2012, chaque ligne de production doit en assembler 6 500 par jour. Les cadences ont ainsi plus que doublé en deux mois.
D'après un journaliste du Shanghai Evening Post, les humiliations publiques des salariés (ouvriers mis « au coin » devant leurs camarades, brimades...) sont toujours monnaie courante dans l'usine de Shenzhen en 2012.
Le 9 novembre 2012, interrogé sur l'implantation à cadence forcée de robots sur les chaînes de travail destinées à la production des iPhones, M. Wang, cadre de l'entreprise travaillant à Taipei déclare : « Certes, les robots que nous implantons coûtent de 20 000 à 25 000 dollars l'unité en moyenne, bien plus que les salaires unitaires des ouvriers. En revanche, ils fournissent manifestement un bien meilleur travail que nos ouvriers qui manquent de docilité et de rigueur. Leurs salaires ne cessent pourtant d'augmenter. Ils ont plus que triplé en trois ans. Ainsi, les robots vont vraiment permettre à Foxconn d'augmenter ses cadences pour répondre à la demande occidentale mais aussi asiatique en iPhone qui ne fait qu'augmenter. Cela va vraiment permettre à Foxconn de rentrer dans l'ère de la pointe au niveau technologique. Nous avons franchi un nouveau cap. Nous sommes désormais une des entreprises technologiques les plus puissantes et les plus compétentes sur Terre. » Quand une journaliste lui répond que selon ses sources, les salaires des ouvriers sur les lignes d'assemblage auraient en réalité augmenté de 85 % en moyenne en trois ans et non pas de plus de 200 % comme il l'affirme et qu'ils étaient de toute façon dérisoires au départ, M. Wang a répondu : « Ne m’embêtez pas avec vos détails de chiffres ».[réf. nécessaire]
Après un appel d'offres général auprès des plus grands fabricants de robots de la planète, Foxconn a décidé de les construire lui-même en s'inspirant plus que largement des plans, esquisses, dessins et prototypes ainsi que des conversations enregistrées de ses soumissionnaires.[réf. nécessaire]
En septembre 2013, une émeute éclate dans l'usine Foxconn de Yantai, impliquant entre 300 et 400 personnes et faisant 11 blessés. Selon des associations des droits de l'Homme chinoises, ce type d'émeutes est lié aux conditions de travail particulièrement difficiles imposées par Foxconn.

#### Suicides et tentatives de suicides d'employés
En octobre 2013, le chercheur en économie taïwanais Thung-Hong Lin introduit la notion de "despotisme global fragmenté" à propos de Foxconn à l’occasion du colloque international « suicide et travail » organisé par l'équipe « psychanalyse-santé-travail » du CNAM à propos de son étude des 21 suicides avérés survenus en Chine chez Foxconn, entre juillet 2009 et octobre 2010, par défenestration sur le lieu de travail. Il se base sur une série d’interviews avec des managers et des salariés de Foxconn. 

La sociologue chinoise Jenny Chan, avec d'autres chercheurs de la SACOM (Students and Scholars Against Corporate Misbehavior - Étudiants et Chercheurs contre les Méfaits des Grands Groupes), a mené une enquête de grande ampleur sur les conditions de travail déplorables subies par les 1 400 000 ouvriers de Foxconn. Elle a mené des entretiens avec 40 d'entre eux et a visité clandestinement l'usine de Longhua, à Shenzhen. Son enquête a, entre autres, abouti à la publication d'une monographie qui examine cette vague de suicides à la lumière du témoignage de Tian Yu, une jeune ouvrière de Foxconn ayant survécu à sa tentative de suicide. Cette monographie, intitulée La machine est ton seigneur et ton maître, est publiée en France aux éditions Agone, et est accompagnée des poèmes de Xu Lizhi, un autre employé de Foxconn s'étant suicidé en 2014.
| Nom occidentalisé | Nom chinois | Sexe  | Âge     | Date de la tentative de suicide | Description | Situation actuelle                                                |
| ----------------- | ----------- | ----- | ------- | ------------------------------- | --- | ----------------------------------------------------------------- |
| Mme Hou           | 姓侯        | Femme | 19      | 18 juin 2007                    | Pendue dans les douches publiques d'une des usines, | Décédée                                                           |
| Liu Bing          | 刘兵        | Homme | 21      | 1er septembre 2007              | Mort soudainement, 2 heures après avoir subi un arrêt de travail forcé [pourquoi ?] [réf. nécessaire] | Décédé                                                            |
| M. Li             | 姓李        | Homme | 28      | 16 mars 2008                    | Inconnue | Inconnue                                                          |
| Sun Dan-Yong      | 孙丹勇      | Homme | 25      | 16 juillet 2009                 | S'est jeté du douzième étage d'un immeuble, après avoir perdu un prototype d'iPhone 4 en sa possession. Avant sa mort, il fut battu à sang, ses proches furent menacés et sa maison fut fouillée par des membres de la sécurité de l'entreprise.                                                    | Décédé                                                            |
| Ma Xiang-qian     | 马向前      | Homme | 19      | 23 janvier 2010                 | S'est jeté du haut d'un immeuble | Inconnue                                                          |
| M. Li             | 姓李        | Homme | 20 ou + | 11 mars 2010                    | S'est jeté du haut d'un immeuble | Inconnue                                                          |
| Tian Yu           | 田玉        | Femme | 18      | 17 mars 2010                    | S'est jetée du quatrième étage de son dortoir. Elle resta dans le coma pendant douze jours, et survécut à sa tentative de suicide, mais resta paralysée des jambes. Elle fut interviewée plus tard par une journaliste dans un hôpital, où elle expliqua les conditions de travail dans les usines. | Non décédée(vue ds le reportage d'Envoyé Spécial le 13.12.12 Fr2) |
| M. Lau            | 姓刘        | Homme | 23      | 29 mars 2010                    | S'est jeté du haut d'un immeuble | Inconnue                                                          |
| Rao Shu-qin       | 饶淑琴      | Femme | 19      | 6 avril 2010                    | S'est jetée du haut d'un immeuble | Inconnue                                                          |
| Mme Ling          | 姓宁        | Femme | 18      | 7 avril 2010                    | S'est jetée du haut d'un immeuble | Inconnue                                                          |
| Lu Xin            | 卢新        | Homme | 24      | 6 mai 2010                      | S'est jeté du haut d'un immeuble | Décédé                                                            |
| Zhu Chen-Ming     | 祝晨明      | Femme | 24      | 11 mai 2010                     | S'est jetée du haut d'un immeuble | Inconnue                                                          |
| Liang Chao        | 梁超        | Homme | 21      | 14 mai 2010                     | S'est jeté du haut d'un immeuble | Inconnue                                                          |
| Nan Gan           | 南刚        | Homme | 21      | 21 mai 2010                     | S'est jeté du haut d'un immeuble | Inconnue                                                          |
| Li Hai            | 李海        | Homme | 19      | 25 mai 2010                     | S'est jeté du haut d'un immeuble | Décédé                                                            |
| M. He             | 姓贺        | Homme | 23      | 26 mai 2010                     | S'est jeté du haut d'un immeuble | Inconnue                                                          |
| M. Chen           | 姓陈        | Homme | 25      | 27 mai 2010                     | Suicide | Décédé                                                            |
| M. Liu            | 姓刘        | Homme | 18      | 20 juillet 2010                 | S'est jeté du 6e étage d'un immeuble-dortoir, | Décédé                                                            |
| Inconnu           | Inconnu     | Homme | 23      | 5 novembre 2010                 | S'est jeté du haut d'un immeuble, | Décédé                                                            |
| Wang Ling         | ?           | Femme | 25      | 7 janvier 2011                  | S'est jetée du haut d'un bâtiment après avoir été emmenée de force dans un hôpital psychiatrique [pourquoi ?] [réf. souhaitée] | Décédée                                                           |
| Inconnu           | Inconnu     | Homme | 20      | 26 mai 2011                     | S'est jeté du haut d'un immeuble, mort à Chengdu. | Décédé,                                                           |
| M. Cai            | 蔡 ?        | Homme | 21      | 18 juillet 2011                 | S'est jeté du haut d'un immeuble dans les usines de Shenzhen. Il venait d'être employé par la firme, 20 jours plus tôt, le 27 juin. | Décédé,                                                           |
| Li Rongying       | ?           | Femme | 20      | 23 novembre 2011                | S'est jetée du haut d'un immeuble | Décédée                                                           |
| Inconnu           | Inconnu     | Homme | 23      | 13 juin 2012                    | S'est jeté du haut de son appartement | Décédé                                                            |

### Conditions de fabrication
Parallèlement aux enquêtes sur les conditions de travail dans les usines Foxconn, des enquêtes sont menées par divers organismes sur les conditions de fabrication des produits des marques Motorola, Apple, Dell et Nokia.
Entre fin 2006 et 2007, Apple est classé deux fois par Greenpeace comme dernière sur un classement de quatorze entreprises fabriquant des produits électroniques, sur des critères environnementaux tels que l'utilisation de composants polluants ou la communication auprès du grand public sur ces sujets. Et pour cause, Foxconn utilisait de l'arsenic dans la fabrication des vitres d'écran de ses produits et du PVC dans les câbles électriques,. Apple n'utilise plus de PVC ni d'arsenic depuis 2009.[réf. nécessaire]

### Le project Wisconn Valley
Annoncé en 2017, un projet d'implantation de 10 milliards de dollars et 13 000 emplois dans le Wisconsin, a été continuellement retardé et réduit, pour arriver en avril 2021 à seulement 600 millions et 1 500 emplois. La part des financements publics est l'objet de nombreuses questions[réf. nécessaire].